# 蘇格蘭獨立運動

苏格兰（深绿色）在欧洲（深灰色）和英国（浅绿色）的位置

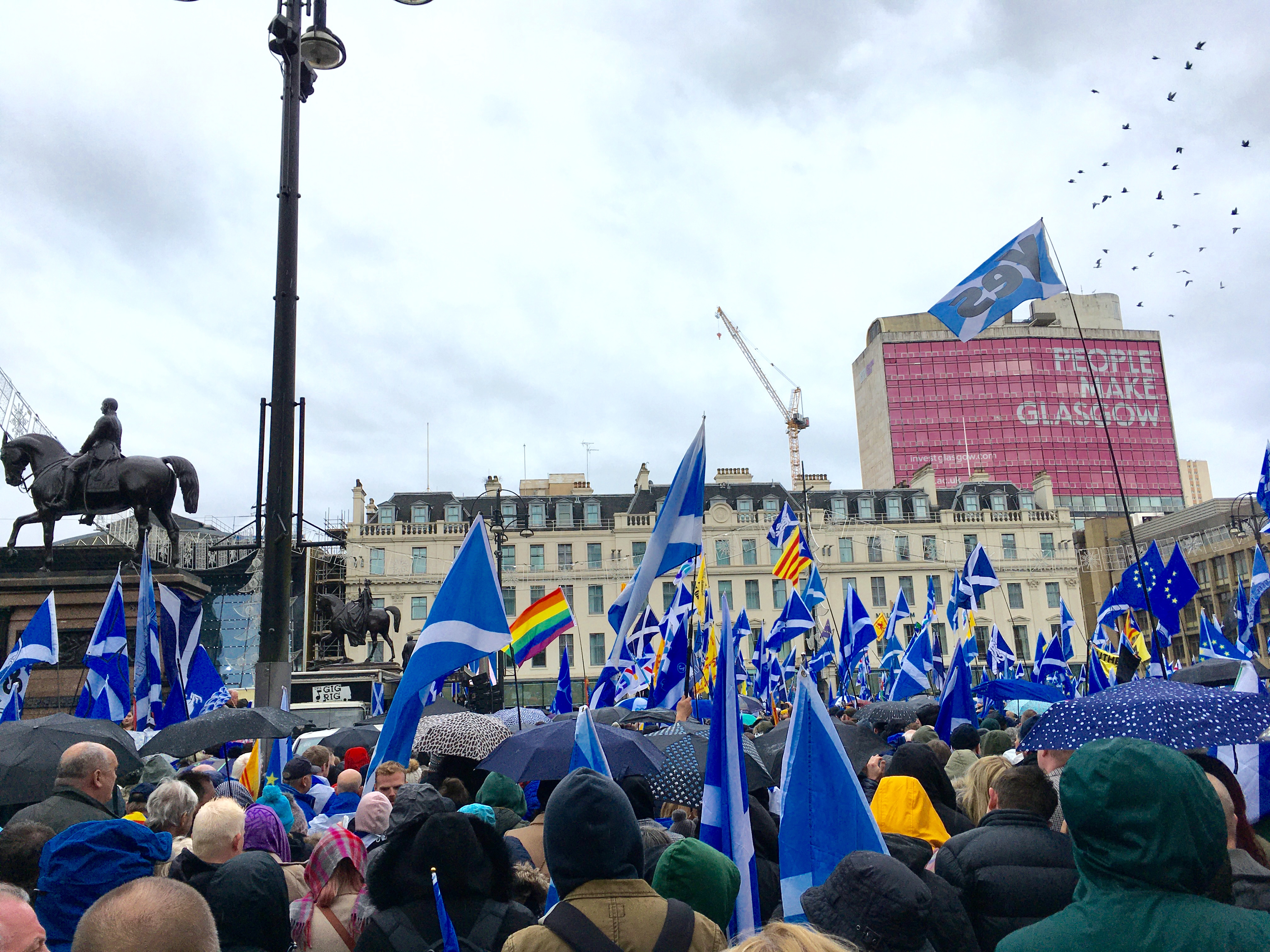
2019年在格拉斯哥举行的苏格兰独立游行

蘇格蘭獨立運動指的是苏格兰恢复独立，重新成为一个主权国家并脱离联合王国的构想。该术语同时也指旨在推动实现这一目标的政治运动。
苏格兰曾在整个中世纪时期是一个拥有独立主权的王国，并且为维持其脱离英格兰王国的独立地位，多次与英格兰王国发生战争。1603年，苏格兰国王詹姆士六世继承英格兰王位，成为英格兰国王，两国由此形成共主邦聯。1707年，苏格兰与英格兰通过《1707年聯合法令》，标志着两国正式在政治上合并，组建统一国家“大不列颠王国”。该法令的通过终结了苏格兰的独立战争，并为英格兰和苏格兰带来了相对和平的局面。19世纪，苏格兰出现了要求自治的政治运动，最初的主要诉求是在联合王国内部实现地方自治。苏格兰分别于1979年和1997年举行了两次关于权力下放的公投。1999年7月1日，拥有部分立法权力的苏格兰议会正式成立，标志着苏格兰自治进程迈出了重要一步。
支持苏格兰独立的苏格兰民族党于2007年首次成为苏格兰议会的执政党，并在2011年苏格兰议会选举中赢得绝对多数席位。这一结果促使苏格兰政府与英国政府达成爱丁堡协议，同意于2014年举行苏格兰独立公投。最终有44.7%的选民投票支持苏格兰脱离英国独立，55.3%投票反对。因此，公投结果为苏格兰继续留在英国之内。
自2016年6月英国通过公投决定脱离欧盟以来，以及在2021年苏格兰议会选举中支持独立的政党扩大其多数席位之后，要求举行第二次独立公投的呼声日益高涨。2022年6月，时任蘇格蘭首席部長尼古拉·斯特金提议于2023年10月19日举行第二次苏格兰独立公投，前提是该公投的合法性和合宪性获得确认。然而，英国最高法院却于同年11月裁定，苏格兰政府在未经英国政府同意的情况下无权举行独立公投。

## 历史

### 歷史背景
苏格兰王国在公元843年完成统一后，曾是一个独立国家。但在1296年被英格兰国王爱德华一世几乎完全占领，持续的抵抗运动使得1314年班诺克本之战后苏格兰重获实际独立，并在1328年与英格兰签署的“爱丁堡-北安普顿协议”中获得承认。
1603年，英格兰女王驾崩，其表侄孙蘇格蘭国王詹姆士六世继任成為英格蘭王詹姆士一世。英苏两国共戴一主，但政府各自独立运作。
1642至1651年爆发英国内战，英格兰一度废除君主而成为共和制国家。期间苏格兰归属有波动。
1707年，苏格兰和英格兰两国共同签署通过《联合法案》，大不列颠王国成立，苏格兰成为其中的一部分。
在過去三百多年以來，蘇格蘭要求獨立的呼聲未曾中斷。

### 現代發展
第一次世界大戰之後，蘇格蘭獨立運動開始萌芽。1934年，主張獨立的蘇格蘭民族黨成立。1970年，北海油田在苏格兰东岸被发现，这激化了关于苏格兰独立的辩论，并成为了之后苏格兰独立运动的诱因之一。1998年，英國政府作出妥協，公布法案確定恢復已消失接近三百年的蘇格蘭議會，但未能平息要求獨立的聲音。2011年，「獨派」民族黨領袖、蘇格蘭首席部長阿歷士·薩蒙德作為推動獨立的靈魂人物，聲明要在2014年舉行全民公決。2012年，英國首相大衛·卡梅倫與薩蒙德簽署協議推行公投。
2012年1月9日，英國首相卡麥隆在召開內閣會議前指出，雖然他本人反對英國分裂，但為了避免蘇格蘭的地位不明確影響英國的經濟，所以卡麥隆將在2014年前舉行蘇格蘭獨立公投。此舉與蘇格蘭民族黨黨魁薩孟德所主張的完全不同，薩蒙德主張將在2016年前舉行獨立公投。對於何時應該舉行蘇格蘭獨立公投，卡麥隆跟薩孟德所主張的公投時間差異，權謀論者視為卡麥隆舉行相關公投的目的，是趕在薩孟德取得支持蘇格蘭獨立的足夠力量前先作解決。而且到時後的公投議題也不是蘇格蘭民族黨所希望的多重選項，而僅為「蘇格蘭是否應留在英國」單一選項而已。
2012年2月21日，传媒大亨发表微博“让苏格兰出去竞争吧。这对大家都有好处。”表态支持苏格兰独立，蘇格蘭首席部長（蘇格蘭政府首长）萨尔蒙德随后对其言论表示赞赏。
2012年5月25日，苏格兰多个党派在爱丁堡启动“是的，苏格兰”独立公投拉票活动，请求苏格兰公众支持苏格兰在2014年独立，脱离英国。但根据次日的民调显示，只有33%的苏格兰人支持独立。
2012年10月10日，英国首相卡梅伦说：“允许苏格兰人民公投，并非自己所愿”，苏格兰执政党认为当局“在发展苏格兰问题上既不给钱，又不给权”。
2012年10月15日，英国首相卡梅伦和苏格兰首席大臣萨尔蒙德在苏格兰首府爱丁堡签署了关于苏格兰进行独立公投的最终协议，协议规定，苏格兰独立公投在2014年举行，投票公民的年龄必须16岁以上。
2014年9月7日，蘇格蘭獨立民調首度領先，支持獨立的比率達51%，而另外49%則希望統一，這是民調中第一次出現獨立派領先的數據。針對YouGov的民意結果，財政大臣奧斯本承諾在未來將會推出新的方案，賦予蘇格蘭政府更大的權力。
2014年9月10日，白金漢宮發表聲明，強調女王「超越政治」，無意影響蘇格蘭獨立公投結果，蘇格蘭首席部長薩蒙德也已對相關媒體報道做出回應。他說，一旦蘇格蘭獨立，女王將成為獨立的蘇格蘭的女王，她必將為此而感到「自豪」。一位發言人說：「君主的憲政中立地位是我們民主制度的既定原則，女王在位期間一直體現了這一原則。
2014年9月18日，自2012年啟動的蘇格蘭獨立公投開始投票，並宣布此次投票結束後在短時間內不會再度發動公投，除非發生「極其特殊的情況」。
2014年9月19日，獨立公投開票結果顯示，共有2,001,926名選民（佔投票人數55.8%）對獨立選項說「不」，表示蘇格蘭不會脫離聯合王國，時任蘇格蘭首席部長薩蒙德在公投結果否決獨立後宣布辭職。

### 脫歐事件
2016年，繼英國投票表決脫離歐盟後，傾向留在歐盟的蘇格蘭曾提出再次發起獨立公投。2017年3月民調顯示，仍有57%的蘇格蘭選民反對獨立，但是隨著正式脫歐期限將至以及新冠疫情分歧的因素，獨立的聲勢在2020年後首次超過了半數。
2020年1月14日，英国首相鲍里斯·约翰逊拒绝苏格兰要求于2020年举行二次独立公投的要求。對此蘇格蘭首席大臣妮古拉·斯特金表示對於此一預期中的結果，蘇格蘭政府將於一月份稍晚時回應，並採取下一步動作。
2021年5月的蘇格蘭議會選舉，蘇格蘭民族黨在129個議席中取得64席，加上同樣支持獨立的綠黨，獨立派在蘇格蘭議會成為大多數。斯特金表示有意在2019冠状病毒病疫情過後，於2023年底再次舉行獨立公投。 「華盛頓郵報」指出，2014年時的獨立公投以45%對55%落敗，但蘇格蘭民族黨認為2016年英國脫歐公投通過後，情勢已出現重大變化，因此想再推二次公投；2016年公投時，蘇格蘭有62%的選民投票反對脫歐。2022年11月，英國最高法院裁定，未經英國政府同意，蘇格蘭政府不能舉行獨立公投。